# Chapelle du Beugnon
La chapelle du Beugnon est une chapelle située à Arcy-sur-Cure, dans le département français de l'Yonne en région Bourgogne-Franche-Comté.

## Localisation
La chapelle est située dans le département français de l'Yonne, sur la commune d'Arcy-sur-Cure.

## Historique
L'édifice est inscrit au titre des monuments historiques en 1976.